# Sirpa Paatero
Sirpa Paatero, född Peltonen 9 september 1964 i Karhula, är en finländsk socialdemokratisk politiker. Hon är ledamot av Finlands riksdag sedan 2006. Hon var ordförande för Arbetarnas Idrottsförbund i Finland 2007–2016. 
Åren 2014–2015 var hon minister för ägarstyrning i regeringen Stubb. Från 6 juni 2019 till 29 november 2019 var hon kommun- och ägarstyrningsminister i regeringen Rinne. Efter en poststrejk fick hon lämna ministerposten. I regeringen Marin återvände hon som kommunminister.
Paatero arbetade som ledare inom förebyggande missbrukararbete och tillträdde 2006 som riksdagsledamot som ersättare för Sinikka Mönkäre som avgick.